# Głazowo
Głazowo (dawniej niem. Glassowen, od 1833 r. Neu Grabowen, 1938–1945 Neu Grabenhof) – wieś w województwie warmińsko-mazurskim, w powiecie mrągowskim, w gminie Mrągowo. Miejscowość wchodzi w skład sołectwa Grabowo. W latach 1975–1998 miejscowość administracyjnie należała do województwa olsztyńskiego.
Do 2023 miejscowość była częścią wsi Grabowo.

## Historia
Osada na prawie chełmińskim powstała około 1800 r. Majątek folwarczny został założony na gruntach Grabowa przez niejakiego Glassa (od jego nazwiska osada wzięła pierwszą nazwę Glassowen). W 1833 r. zmieniono nazwę wsi z Glassowen na Neu Grabowen. W 1870 r. w osadzie było 24 mieszkańców, a miejscowość określano jako wybudowanie Grabowa. W 1907 r. osada posiadała obszar liczący 128 ha i mieścił się tam folwark, specjalizujący się w hodowli bydła mlecznego, z własną mleczarnią. W tym czasie właścicielem folwarku w Głazowie był August Kahle. W urzędowym spisie miejscowości z 1928 r. osadę określano jako "majątek, wybudowanie", liczące 14 mieszkańców. W 1938 r. ówczesne władze niemieckie, w ramach akcji germanizacyjnej, zmieniły urzędową nazwę wsi Neu Grabowen na Neu Grabenhof.
W 1973 r. Głazowo należało do sołectwa Grabowo.

## Ludzie związani z miejscowością
- Z rodziny Glassa, założyciela Głazowa, pochodził Jakub Glass (1864-1942), docent Uniwersytetu Warszawskiego, długoletni prezes konsystorza ewangelicko-augsburskiego w Warszawie, wybitny prawnik, prokurator, współzałożyciel Komitetu Mazurskiego, który w marcu 1919 r. przedłożył komisji międzysojuszniczej na konferencji pokojowej swój memoriał w sprawie przyłączenia Mazur do Polski.